# ブルース・ゴウディ
ブルース・ゴウディ（Bruce Gowdy）は、アメリカ合衆国のギタリストであり、ワールド・トレイドやアンルーリー・チャイルドとの仕事で最もよく知られている。

## 略歴
ブルース・ゴウディは、ビリー・シャーウッドとガイ・アリソンと共にワールド・トレイドの創設メンバーであった。彼は後にアリソンとアンルーリー・チャイルドを結成した。彼はまたストーン・フューリーのメンバーであり、ミュージシャンのメルセデスと協力してきた。また、1994年からグレン・ヒューズのアルバム『フロム・ナウ・オン』をプロデュースした。彼は日本のロック・スター、矢沢永吉と10年以上にわたってツアーを行った。また、1980年代初頭にカリフォルニア州ディズニーランドの「Halyx」という未来的な宇宙をテーマにしたショー・バンドに参加し、リード・ギターを演奏したり、オリジナルの曲を作曲したりしている。

## ディスコグラフィ

### ストーン・フューリー
- 『バーンズ・ライク・ア・スター』 - Burns Like A Star (1984年)
- 『レット・ゼム・トーク』 - Let Them Talk (1986年)

### ワールド・トレイド
- 『ワールド・トレイド』 - World Trade (1989年)
- 『ユーフォリア』 - Euphoria (1995年)
- 『ユニファイ - 統合論理』 - Unify (2017年)

### アンルーリー・チャイルド
- 『アンルーリー・チャイルド』 - Unruly Child (1992年)
- 『ウェイティング・フォー・ザ・サン』 - Waiting For The Sun (1998年)
- The Basement Demos (2002年)
- 『UCIII』 - UCIII (2003年)
- 『ワールズ・コライド』 - Worlds Collide (2010年)
- 『キャント・ゴー・ホーム』 - Can't Go Home (2017年)
- Unhinged Live From Milan (2018年) ※ライブ
- 『ビッグ・ブルー・ワールド』 - Big Blue World (2019年)

### その他の参加アルバム
- ジェイムズ・クリスチャン : 『ルード・アウェイクニング』 - Rude Awakening (1994年)
- グレン・ヒューズ : 『フロム・ナウ・オン』 - From Now On... (1994年)
- グレン・ヒューズ : 『フィール』 - Feel (1995年)